# Ларс фон Трієр
Ларс фон Трі́єр (дан. Lars von Trier; при народженні Ларс Гольбек Трієр, дан. Lars Holbæk Trier; 30 квітня 1956, Копенгаґен, Данія) — данський кінорежисер та сценарист, засновник напрямку в кінематографі під назвою «Догма 95».

## Життєпис
Ларс Трієр народився 30 квітня 1956 року в Копенгагені в сім'ї державних службовців Ульфа і Інгер Трієр. Батьки дотримувалися лівих поглядів, батько був соціал-демократом, мати — комуністкою.
Почав знімати кіно в 11 років на подаровану відеокамеру. Тоді він створив свою першу твір — хвилинну мультиплікаційну стрічку «Подорож в Гарбузову країну» (Turen til Squashland, 1967). Інгер Трієр, чий брат Берге Хьост (Børge Høst, 1926—2010) був відомим в країні документалістом, підтримувала захоплення сина. Вона віддала йому свою восьмиміліметрову камеру і приносила з роботи старі плівки, за допомогою яких Трієр навчався монтажу. У 12 років Трієр знявся у фільмі Томаса Віндінга «Таємне літо» (Hemmelig sommer, 1969).
У кіно Ларс фон Трієр дебютував в 1976 році короткометражним фільмом «Садівник орхідей» (Orchidegartneren). Починаючи з «Садівника», Трієр став додавати до свого прізвища в титрах аристократичну приставку «фон». 1979 року юнак вступив до Данської національної кіношколи, де його любительське захоплення кіно переросло у справу цілого життя. Саме у кіношколі, у 1980 році, Ларс фон Трієр випустив перший свій фільм «Ноктюрн». У наступні роки навчання в кіношколі світ побачив ще декілька фільмів Трієра. Його дипломною роботою у кіношколі був короткометражний фільм «Картини визволення» (Befrielsesbilleder), котрий завоював Головну нагороду на Мюнхенському кінофестивалі 1984 року.
Одразу після закінчення закладу, 1984 року, Трієр почав роботу над своєю відомою трилогією «Європа». Перша її частина, «Елемент злочину» (1984), стала його першою роботою у «великому» кіно та отримала призи на кінофестивалях у Каннах, Чикаго і Мангаймі. У цьому ж фільмі Ларс фон Трієр вперше виступив як актор, сценарист і кінооператор. Роботу над трилогією було закінчено 1991 року виходом у світ стрічки «Європа». Після цієї події Ларс фон Трієр разом із продюсером Пітером Єнсеном заснували власну кіностудію Zentropa Entertainment з метою досягнення матеріальної незалежності та повноцінної творчої свободи.
На початку 1990-х разом зі своїм постійним сценаристом Нільсом Вьорселем фон Трієр анонсував незвичайний проєкт «Вимір». Цей фільм планувалося знімати до 2024 року, по дві хвилини кожен рік. Але наприкінці 1990-х режисер закинув цю ідею. 2010 року вийшли 25 хвилин «Виміру», які фон Трієр встиг відзняти.
У 1992 році фон Трієр і продюсер Петер Ольбек Єнсен заснували кінокомпанію «Zentropa» (за назвою фільму «Європа» в американському прокаті). Надалі за допомогою Zentropa знімалися як фільми фон Трієра, так і інших данських режисерів.
Ларс став відомим завдяки фільмам «Епідемія» (1987) та уже згаданій «Європі» (1991), а також завдяки телесеріалу «Королівство» (1994), який настільки сподобався глядачам, що випустили 280-хвилинну кіноверсію.
Ларс фон Трієр — один з засновників чи не найпровокативнішого руху у сучасному кінематографі «Догма 95», у рамках якого він поставив фільм «Ідіоти» (1998), що викликав скандал через відверті порносцени. Роботи Ларса фон Трієра неодноразово отримували нагороди. Зокрема, він 8 разів був номінований на «Золоту пальмову гілку» на Каннському кінофестивалі (1984, 1991, 1996, 1998, 2000, 2003, 2005, 2009 років), а у 2000 році отримав її за фільм «Та, що танцює у темряві». Також стрічки режисера було відзначено трофеями Європейської кіноакадемії, Сезару, Золотого глобусу та «Оскара» (останні дві за музичну драму «Та, що танцює у темряві», в якій головні ролі виконали Катрін Денев та ісландська співачка Бйорк, яка згодом отримала приз Каннського фестивалю як найкраща актриса).
Великим успіхом для фон Трієра став фільм «Розсікаючи хвилі» (1996). Релігійна тематика, закладена фон Трієром, принесла йому порівняння зі знаменитим співвітчизником і автором фільмів Карлом Теодором Дреєром. Стрічка була представлена на Каннському фестивалі, де отримала приз журі.
2000 року Ларс фон Трієр запропонував Йоргену Лету зняти разом п'ять рімейків фільму «Довершена людина», причому щоразу фон Трієр ставив перед Летом «перешкоди» — різні заборони та обмеження, змушуючи Лета переосмислювати сюжет та характери персонажів фільму, знятого у 1967 році. У підсумку вийшов документальний фільм про процес кіновиробництва, знятий у традиціях маніфесту Догма 95.
Після трилогій про Європу та про Золоте серце, Трієр почав роботу над черговою трилогією, котра має назву «США — країна можливостей». Першим фільмом у ній став «Доґвілль» (2003) з Ніколь Кідман у головній ролі, а другим — «Мандерлей» (2005), де Кідман у ролі Грейс замінила Брайс Даллас Говард. Обидві стрічки мінімалістичні. Актори грають у пустому павільйоні, де нема інших декорацій, окрім розмітки крейдою по підлозі. Планувалось, що у такому ж ключі буде знято й завершальний фільм трилогії, «Вашингтон» (у деяких джерелах — «Васінгтон»), де мали зіграти Кідман та Говард одночасно. Ларс фон Трієр півроку працював над сценарієм цієї стрічки, але результат його не задовольняв, він впав у депресію та за порадою продюсера викинув сценарій та взявся за знімання комедії «Найголовніший бос» (2006). До американської тематики Трієр повернувся у фільмі «Люба Венді» (2005), де він виступив сценаристом.
Ще одним породженням депресії Ларса фон Трієра став фільм жахів «Антихрист», прем'єра якого відбулася 18 травня 2009 року на Каннському кінофестивалі. Стрічка викликала бурхливе обговорення, викликане у першу чергу садистськими порнографічними сценами у ній. Екуменічне журі Каннського кінофестивалю, яке зазвичай відзначає фільми, що пропагують гуманістичні ті загальнолюдські цінності, навіть дало «Антихристу» спеціальну антинагороду за мізогінію.
Stern, вип. 40, 27 вересня 2007 року
В 1998 році фірма фон Трієра Zentropa стала першою провідною кінокомпанією, яка почала виробляти жорстке порно. Три з цих фільмів, «Констанція» (1998), «Рожева в'язниця» (1999) та «Все про Анну» (2005), були первинно орієнтовані на жіночу аудиторію і були надзвичайно успішними в європейському прокаті, а перші дві стрічки стали безпосередньою причиною легалізації порнографії у Норвегії у березні 2006 року. Фільми Ларса фон Трієр призвели до появи хвилі європейських феміністичних порнофільмів від таких режисерів як Еріка Люст, Петра Джой та Анна Спан.
Наступною роботою режисера стала фантастична психологічна драма «Меланхолія», знімання якої відбувалося з 22 липня по 8 вересня 2010 у Швеції. Головні ролі у фільмі виконали Кірстен Данст та Александр Скарсгард, Шарлотта Генсбур зіграла сестру головної героїні. Прем'єра стрічки відбулася у рамках 64-го Каннського кінофестивалю. Післяпрем'єрна прес-конференція Ларса фон Трієра стала скандальною через те, що режисер сказав, що може зрозуміти Гітлера як людину. За це висловлювання керівництво фестивалю заборонило Трієру бути присутнім на ньому.
В кінці 2013 року відбулася прем'єра фільму Трієра «Німфоманка» . Для прокату в кінотеатрах «Німфоманка» вийшла у вигляді двох двогодинних фільмів. Повна режисерська версія триває п'ять з половиною годин; її перша частина була показана в лютому 2014 року на Берлінському кінофестивалі, прем'єра другої частини повної режисерської версії відбулася на 71-му Венеціанському кінофестивалі.
У 2018 році по позаконкурсній програмі Каннського кінофестивалю відбулася прем'єра психологічного трилера Ларса фон Трієра «Дім, який побудував Джек». Головну роль в кінокартині зіграв Метт Діллон. Дія фільму відбувається в 1970-1980-x роках. З прем'єрного показу на Каннському кінофестивалі із залу пішло близько ста глядачів. Багато глядачів і критиків сходяться на думці, що в фільмі дуже багато невиправданої жорстокості над жінками та дітьми.

## Особисте життя
Народився в Копенгаґені в сім'ї Ульфа та Інґер Трієр. Батьки були нудистами, всіляко пропагуючи свої погляди під час виховання хлопця. Відтак, змалечку Ларс відвідував різноманітні заходи у спеціальних нудистських таборах. Ларс усе своє свідоме життя жив із вітчимом. Лише 1989 року йому вдалось ідентифікувати свого рідного батька.
Ларс фон Трієр має багато фобій. Одна з них — боязнь польотів. За його словами, цей страх значно ускладнює процес роботи над фільмами. Через цю фобію режисер жодного разу не був у Америці, а на численні фестивалі, у яких він щороку бере участь, дістається власним автомобілем.
Окрім того фон Трієр стверджує, що час від часу зазнає впливу непередбачуваних депресій, під час яких він перебуває поза роботою та соціумом. За словами режисера, саме після двомісячного лікування від депресії, він узявся за роботу над картиною «Антихрист», яку неоднозначно сприйняли критики.
З 1987 по 1995 рік Ларс фон Трієр був одружений з Сесілією Гольбек. З 1997 року одружений з Бенте Фроге. Має двох синів.
Фон Трієр — далекий родич норвезького режисера Йоакіма Трієра.

## Фільмографія

### Трилогія «Європа»
- Елемент злочину (1984)
- Епідемія (1987)
- Європа (1991)

### Трилогія «Золоте серце»
- Розсікаючи хвилі (1996)
- Ідіоти (1998)
- Та, що танцює у темряві (2000)

### Незавершена трилогія «США: Країна можливостей»
- Доґвілль (2003)
- Мандерлей (2005)

### Інші проєкти
- П'ять перешкод (2003)
- Найголовніший бос (2006)
- Антихрист (2009)
- Меланхолія (2011)
- Німфоманка (2013)
- Дім, який побудував Джек (2018)

## Телевізійні проєкти
- Медея (1988)
- Королівство (1994)
- Королівство II (1997)
- День Д (2000)

## Короткометражні
- Садівник орхідей (1977)
- М'ята — Блаженство (1979)
- Ноктюрн (1980)
- Остання деталь (1981)
- Зображення звільнення (1982)
- У кожного своє кіно (2007)